# Treballador no abonat

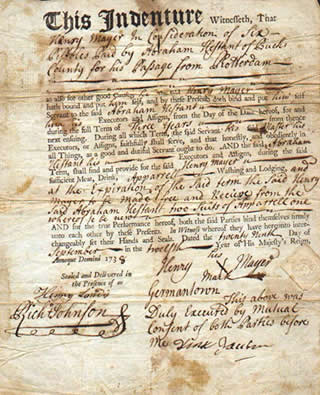
Certificat de contracte de treballador no abonat (1738)

Un treballador no abonat era un empleat jove i no especialitzat contractat pel mig d'un contracte bilateral per treballar per a un patró per un període fix de temps, usualment de tres a set anys, a canvi de transport, alimentació, vestit, hostalatge i altres necessitats durant el transcurs del seu contracte. No rebia un salari.

Podia ser home o dona; la majoria eren menors de 21 anys, i es convertien en ajudants de granges o servents de cases. Aquest sistema s'usava en països del nord d'Europa i les seves colònies. Es trobava principalment en el sistema legal anglès des del segle xvi fins al segle xviii com a forma comuna de mà d'obra contractada i també com un concepte jurídic de l'antic dret francès i similar a la servitud.
Els grangers i plantadors van trobar difícil contractar treballadors a Amèrica del Nord colonial, així que una solució era pagar-li el passatge a un jove d'Anglaterra, Alemanya, França o Irlanda, que treballaria per diversos anys per pagar-se el passatge a l'Amèrica britànica. Una vegada que el treballador complia el seu contracte, quedava lliure. Els que aprenien un ofici iniciaven el seu propi negoci. Posteriorment aquest sistema també es va utilitzar per contractar treballadors de l'Índia, antiga colònia britànica, cap a Illa Maurici, Sud-àfrica i regions del Carib.